# Young Artist Awards 2014
Die Young Artist Awards 2014 wurden von der Young Artist Foundation, einer 1979 gegründeten Non-Profit-Organisation, am 5. Mai 2014 im Empire Ballroom des Sportsmen’s Lodge, einem Hotel in Studio City, Los Angeles, vergeben. Es ist die 35. Verleihung der Awards seit der ersten Verleihung im Jahre 1979. Die Auszeichnung wurde in insgesamt 49 Kategorien für herausragende Leistungen von jungen Schauspielern und Schauspielerinnen in den Bereichen Film, Fernsehen und Theater verliehen.
Während der Zeremonie gab es Live-Musik von Kaitlyn Baker.

## Preisträger und Nominierte im Bereich Film

### Bester Hauptdarsteller in einem Spielfilm
- Miles Elliot – Camp
  - Skylan Brooks – Mister & Pete gegen den Rest der Welt (The Inevitable Defeat of Mister & Pete)
  - Chandler Canterbury – Standing Up
  - Liam James – Ganz weit hinten (The Way Way Back)
  - Maxim Knight – Medeas

### Beste Hauptdarstellerin in einem Spielfilm
- Sophie Nélisse – Die Bücherdiebin (The Book Thief)
- Loreto Peralta – Plötzlich Vater (No se aceptan devoluciones)
  - Annalise Basso – Standing Up
  - Megan Charpentier – Mama
  - Abigail Hargrove – World War Z

### Bester Nebendarsteller in einem Spielfilm
- Callan McAuliffe – Der große Gatsby (The Great Gatsby)
  - River Alexander – Ganz weit hinten (The Way Way Back)
  - Cole Coker – Suddenly
  - Justin Tinucci – Standing Up
  - Jake Vaughn – Medeas – Keyhole Productions

### Beste Nebendarstellerin in einem Spielfilm
- Fátima Ptacek – Tio Papi
  - Giselle Eisenberg – The Wolf of Wall Street
  - Gianna Gomez – Camp
  - Mimi Kirkland – Safe Haven – Wie ein Licht in der Nacht (Safe Haven)
  - Laura Krystine – Plötzlich Vater (No se aceptan devoluciones)
  - Morgan McGarry – Mama
  - Katelyn Mager – Percy Jackson – Im Bann des Zyklopen (Percy Jackson: Sea of Monsters)
  - Isabelle Nélisse – Mama
  - Gracie Prewitt – Her

### Bester Darsteller in einem DVD-Film
- Zach Callison – All American Christmas Carol
- Darien Provost – Super Buddies
  - Austin Anderson – Wiener Dog Nationals
  - Julian Feder – Wiener Dog Nationals
  - Brandon Tyler Russell – Wiener Dog Nationals

### Beste Darstellerin in einem DVD-Film
- Kenzie Pallone – Adventures of Bailey: A Night in Cowtown
  - Caitlin Carmichael – Wiener Dog Nationals
  - Ruka Felicity Nagashima – The Mark: Redemption

## Preisträger und Nominierte im Bereich Kurzfilm

### Bester Hauptdarsteller in einem Kurzfilm (Alter 16–21)
- David Topp – The Box
  - Connor Beardmore – Insecurbia
  - Austin MacDonald – Portrait of Ryan
  - Caleb Thomas – Mrs. Sweeney
  - Austin James Wolff – Sugar

### Bester Hauptdarsteller in einem Kurzfilm (Alter 13–15)
- Peter Bundic – Lord of The Guys 
  - Christopher Bones – The Curse of The Un–Kissable Kid
  - Jake Davidson – Mrs. SweeneyProductions
  - Dawson Dunbar – Favorite Things
  - Myles Erlick – Sing Along
  - Max Humphreys – Spin the Barrel
  - Noah Johnson – The Ladder
  - William Leon – The Curse of The Un–Kissable Kid
  - Mark Ramsay – Way Charn! The Legend of Scrin Pipjaw
  - Chad Roberts – Plain White Tee

### Beste Hauptdarstellerin in einem Kurzfilm (Alter 13–21)
- Chanel Marriott – Bombay Beach
  - Megan Brown – Our Town
  - Adrienne Hicks – The Mary Contest
  - Jennifer Jolliff – On Becoming a Man
  - Laci Kay – The Lesson
  - Shannon Kummer – Mrs. Sweeney
  - Ruka Felicity Nagashima – Box of Hearts
  - Kalia Prescott – Sugar
  - Liv Southard – The Curse of the Un–Kissable Kid
  - Sofie Uretsky – Naughty or Nice

### Bester Hauptdarsteller in einem Kurzfilm (Alter 11–12)
- Joshua Costea – Lord of the Guys
  - Brady Bryson – The Specifics – Immaginaire Films
  - Brice Evan Fisher – Mothership
  - Reese Gonzales – White Shoe
  - Joseph Haag – The Curse of The Un–Kissable Kid

### Beste Hauptdarstellerin in einem Kurzfilm (Alter 11–12)
- Adanna Avon – The Mary Contest
  - Angelique Marion Berry – Anna's Wish
  - Ava Cantrell – Above the 101
  - Kylie Cast – Last Round
  - Kaitlin Cheung – 13 Santas
  - Alyssa Brianne Miller – Mrs. Sweeney

### Bester Hauptdarsteller in einem Kurzfilm (Alter unter 10)
- Jonah Wineberg – Circles
  - Alexander Davis – Senior Drivers
  - Richard Davis – To Look Away
  - Zander Faden – Dirty Laundry
  - Zachary Haven – Mrs. Sweeney
  - Jakob Wedel – 1982

### Beste Hauptdarstellerin in einem Kurzfilm (Alter unter 10)
- Peyton Kennedy – To Look Away
  - Allison Augustin – Clean Teeth Wednesdays
  - Giovanna Cappetta Cesare – Charity Case
  - Maia Costea – Heny and Gloria
  - Emily Delahunty – Bike Tales
  - Erika Forest – Bike Tales
  - Madeline Lupi – American Autumn

## Preisträger und Nominierte im Bereich Fernsehen

### Bester Hauptdarsteller in einem Fernsehfilm, Miniserie, Special oder Pilotfilm
- Kyle Harrison Breitkopf – Catch a Christmas Star
  - Griffin Cleveland – Santa Switch
  - Christian Distefano – Finding Christmas
  - Sean Michael Kyer – Hats Off to Christmas

### Bester Hauptdarstellerin in einem Fernsehfilm, Miniserie, Special oder Pilotfilm
- Savannah McReynolds – The Wrong Woman
  - Ella Ballentine – Clara's Deadly Secret
  - Bianca D'Ambrosio – Marked
  - Julia Lalonde – Catch a Christmas Star
  - Madison McAleer – House of Versace – Ein Leben für die Mode (House of Versace)
  - Annie Thurman – Santa Switch

### Bester Hauptdarsteller in einer Fernsehserie
- Chandler Riggs – The Walking Dead
  - Keean Johnson – Spooksville
  - Nathan McLeod – Allein unter Jungs (Life with Boys)

### Beste Hauptdarstellerin in einer Fernsehserie
- Layla Crawford – The First Family
  - Katie Douglas – Spooksville
  - Chloe Lang – LazyTown
  - Olivia Scriven – Degrassi: The Next Generation

### Bester Nebendarsteller in einer Fernsehserie
- Max Burkholder – Parenthood
  - Tyree Brown – Parenthood
  - Maxim Knight – Falling Skies
  - Xolo Maridueña – Parenthood
  - McCarrie McCausland – Army Wives
  - Nick Purcha – Spooksville
  - Albert Tsai – Trophy Wife

### Beste Nebendarstellerin in Fernsehserie
- Isabella Cramp – The Neighbors
  - Morgan Taylor Campbell – Spooksville
  - Alisha Newton – Heartland (Heartland)
  - Savannah Paige Rae – Parenthood

### Bester Gastdarsteller in einer Fernsehserie (Alter 17–21)
- Evan Crooks – Grey’s Anatomy
- Dominik Michon–Dagenais – 30 Vies
  - Tajh Bellow – The First Family
- Austin Fryberger – Sam & Cat

### Beste Gastdarstellerin in einer Fernsehserie (Alter 17–21)
- Siobhan Williams –Motive
  - Laine MacNeil – R. L. Stine’s The Haunting Hour (The Haunting Hour: The Series)
  - Tiera Skovbye – Spooksville

### Bester Gastdarsteller in einer Fernsehserie (Alter 14–16)
- Matt Cornett – Southland
  - Matthew J. Evans – S3 – Stark, schnell, schlau (Lab Rats)
  - C.J. Berdahl – Shameless
  - Joe DiGiovanni – Deadtime Stories
  - Zayne Emory – A.N.T.: Achtung Natur-Talente (A.N.T. Farm)
  - Christian Hutcherson – See Dad Run
  - Joey Luthman – A.N.T.: Achtung Natur-Talente (A.N.T. Farm)
  - Owen Teague – NCIS: Los Angeles
  - Justin Tinucci – Trophy Wife

### Beste Gastdarstellerin in einer Fernsehserie (Alter 14–16)
- Danika Yarosh – 1600 Penn
  - Lizze Broadway – Bones – Die Knochenjägerin (Bones)
  - Mandalynn Carlson – Scandal
  - Madison Leisle – Touch

### Bester Gastdarsteller in einer Fernsehserie (Alter 11–13)
- Joshua Carlon – Sam & Cat
  - Jake Elliott – Karate-Chaoten (Kickin' It)
  - Sam Humphreys – Seed
  - Sean Michael Kyer – Spooksville
  - Toby Nichols – American Horror Story
  - Darien Provost – Package Deal

### Beste Gastdarstellerin in einer Fernsehserie (Alter 11–13)
- Ava Cantrell – Voll Vergeistert (The Haunted Hathaways)
- Lexi DiBenedetto – Grey’s Anatomy
  - Tara–Nicole Azarian – Supreme Justice with Judge Karen
  - Brielle Barbusca – Modern Family
  - Cameron Protzman – Mad Men
  - Rowan Rycroft –R. L. Stine’s The Haunting Hour (The Haunting Hour: The Series)
  - Paris Smith – Modern Family

### Bester Gastdarsteller in einer Fernsehserie (unter 10)
- Christian Distefano – Murdoch Mysteries – Auf den Spuren mysteriöser Mordfälle (Murdoch Mysteries) 
  - Raphael Alejandro – Almost Human
  - Felix Avitia – Bones – Die Knochenjägerin (Bones)
  - Thomas Barbusca – The New Normal
  - Tate Berney – Sons of Anarchy
  - Kyle Harrison Breitkopf – Satisfaction

### Beste Gastdarstellerin in einer Fernsehserie (unter 10)
- Jena Skodje – R. L. Stine’s The Haunting Hour (The Haunting Hour: The Series)
  - Chiara D'Ambrosio – Legit
  - Arcadia Kendal – Murdoch Mysteries – Auf den Spuren mysteriöser Mordfälle (Murdoch Mysteries)
  - Kyla Drew Simmons – How I Met Your Mother

### Bester wiederkehrender Darsteller in einer Fernsehserie  (Alter: 17–21)
- Mikey Reid – Victorious
  - Samuel Patrick Chu – Spooksville
  - Brock Ciarelli – The Middle
  - Evan Crooks – The Carrie Diaries
  - Harrison Houde – Spooksville
  - Austin MacDonald – Allein unter Jungs (Life with Boys)

### Beste wiederkehrende Darstellerin in einer Fernsehserie  (Alter: 17–21)
- Kelly Heyer – Raising Hope
  - Laine MacNeil – The Killing
  - Katlin Mastandrea – The Middle

### Bester wiederkehrender Darsteller in einer Fernsehserie (Alter 11–13)
- William Monette – 30 Vies
  - LJ Benet – Hund mit Blog (Dog with a Blog)
  - Nathan O’Toole – Vikings
  - Brandon Soo Hoo – Supah Ninjas
  - Ethan Ross Wills – Granite Flats
  - Robbie Tucker – See Dad Run

### Beste wiederkehrende Darstellerin in einer Fernsehserie (Alter: 11–13)
- Kayla Maisonet – Hund mit Blog (Dog with a Blog)
  - Jaylen Barron – Good Luck Charlie – Disney Channel
  - Haley Pullos – Instant Mom – Nick Jr.
  - Danika Yarosh – See Dad Run – Nickelodeon

### Bester wiederkehrender Darsteller in einer Fernsehserie (Alter unter 10)
- Rio Mangini – Karate-Chaoten (Kickin' It)
  - Cole Sand – Masters of Sex
  - J.J. Totah – Jessie

### Bester Darsteller in einer Seifenoper
- Jimmy Deshler – General Hospital
  - Daniel Polo – Schatten der Leidenschaft (The Young and the Restless)

### Beste Darstellerin in einer Seifenoper
- Haley Pullos – General Hospital
  - Johnnie Ladd – Schatten der Leidenschaft (The Young and the Restless)
  - McKenna Roberts – Schatten der Leidenschaft (The Young and the Restless)
  - Brooklyn Rae Silzer – General Hospital

### Outstanding Young Ensemble in a TV Series
- Parenthood

Savannah Paige Rae, Tyree Brown, Max Burkholder, Xolo Maridueña
- Spooksville

Katie Douglas, Keean Johnson, Nick Purcha, Morgan Taylor Campbell

## Beste Synchronisation

### Bester Synchronsprecher
- Jaden Betts – Doc McStuffins, Spielzeugärztin (Doc McStuffins)
  - Zach Callison – Steven Universe
  - Devan Cohen – PAW Patrol
  - Christian Distefano – Peg + Cat
  - Jacob Ewaniuk – Der Kater mit Hut (The Cat in the Hat Knows a Lot About That!)

### Beste Synchronsprecherin
- Alexa Torrington – Der Kater mit Hut (The Cat in the Hat Knows a Lot About That!)
  - Sophia Ewaniuk – Ella the Elephant
  - Bailey Gambertoglio – Bubble Guppies
  - Kallan Holley –  PAW Patrol
  - Haley B. Powell – Imaginext Adventures

## Webserien

### Bester Darsteller in einer Webserie
- Joey Luthman – Chosen
  - Kyle Agnew – Cowboys and Indians
  - Richard Davis – Kid's Town
  - Jacob Ewaniuk – Kid's Town
  - Brice Evan Fisher – CollegeHumor Originals
  - David Knoll – Kid's Town

### Beste Darstellerin in einer Webserie
- Caitlin Carmichael – Chosen
  - Hannah Swain – Spirits
  - Brandi Alyssa Young – The Dark One

## Theater

### Bester Theaterdarsteller
- Quinn Van De Keere – The Christmas Coat – Forte Theatre, Vancouver
  - Caleb McLaughlin – The Lion King – Minskoff Theatre, New York
  - Matthew Nardozzi – Irving Berlin's America – Wayne YMCA, New Jersey
  - Grant Palmer – The Steward of Christendom – Mark Taper Forum, Kalifornien

### Beste Theaterdarstellerin
- Jolie Vanier – Detention – Palmer Cultural Center, Schweiz
  - Ella Ballentine – Les Misérables – Princess of Wales Theatre, Toronto
  - Madison Brydges – Numbers – Winchester Theatre, Toronto
  - Saara Chaudry – Les Misérables – Princess of Wales Theatre, Toronto
  - Alexis Rosinsky – To Dream Again – The Spot Theatre, Kalifornien

## Special awards

### Bester Liveauftritt
- Nate Nordine – Youngest performer in Cirque de la Symphonie

### Maureen Dragone Scholarship Award
- InnerCity Arts

### Jackie Coogan Award
Contribution to Youth
- Tina Jønk Christensen

### Social Relations of Knowledge Institute Award
- How It's Made – Science Channel